# Vladimír Petlák
Vladimír Petlák (Kuřim, 1946. február 21. – Ústí nad Labem, 1999. február 2.) olimpiai bronzérmes csehszlovák válogatott cseh röplabdázó.

## Pályafutása
Az 1966-os hazai rendezésű világbajnokságon aranyérmet nyert a válogatottal. A következő évben a törökországi Európa-bajnokságon ezüst-, majd az 1968-as mexikóvárosi olimpián bronzérmes, az 1972-es müncheni olimpián hatodik, az 1976-os montréali olimpián ötödik lett a csapattal.

## Sikerei, díjai
- Olimpiai játékok
  - bronzérmes: 1968, Mexikóváros
- Világbajnokság
  - aranyérmes: 1966, Csehszlovákia
- Európa-bajnokság
  - ezüstérmes: 1967, Törökország